# 'Salem's Lot
'Salem's Lot este un roman de groază din 1975 scris de autorul american Stephen King. Acesta este al doilea roman publicat al său. Romanul prezintă povestea unui scriitor pe nume Ben Mears care se întoarce în orașul în care a petrecut o parte a copilăriei sale (de la 9 la 13 ani) («Jerusalem's Lot» sau «'Salem's Lot» mai pe scurt), în Maine, New England, pentru a descoperi că locuitorii orașului au devenit cu toții vampiri. Orașul ar putea fi locul în care se desfășoară acțiunea din viitoarele sale povestiri „Jerusalem's Lot” și "„One for the Road” din colecția de povestiri din 1978 „Night Shift”.
Inițial King a ales titlul Second Coming (A doua venire) pentru cartea sa, dar mai târziu s-a decis pentru Jerusalem's Lot. King a declarat că motivul pentru care a schimbat denumirea este remarca soției sale, romanciera Tabitha King, care a declarat că primul titlu suna mai mult ca o poveste rea de sex. Editorii lui King au scurtat apoi titlu, considerând că a doua alegere a autorului era prea religioasă.
Romanul 'Salem's Lot a fost adaptat într-un mini-serial de televiziune de două ori, în 1979 și apoi în 2004. 'Salem's Lot a fost adaptat în 1995 de către BBC într-o piesă de teatru din șapte părți. Romanul a fost nominalizat pentru Premiul World Fantasy pentru cel mai bun roman în 1976.
Povestirea „Jerusalem's Lot” a fost ecranizată în 2021 ca un serial TV, Chapelwaite.